# Landrabbinat Ansbach
Das Landrabbinat Ansbach war ein Rabbinat in der Markgrafschaft Ansbach, das seit Anfang des 17. Jahrhunderts belegt ist und bis 1792, dem Jahr der Eingliederung der Markgrafschaft in den preußischen Staat, existierte.

## Geschichte
Im 17. Jahrhundert waren die Amtssitze des Landrabbiners zeitweise in Mainbernheim, Feuchtwangen, Treuchtlingen, Crailsheim und Ansbach. Nach dem Tod des Landrabbiners Bärmann Fränkel im Jahr 1708 wurde der Sitz des Landrabbinats dauerhaft nach Schwabach verlegt. Nach 1792 wurden durch Preußen analog zur Verwaltungsgliederung die Distriktsrabbinate in Ansbach, Crailsheim, Gunzenhausen, Schwabach, Uffenheim und Wassertrüdingen geschaffen. Ab 1813 wurden in dem seit 1806 zum Königreich Bayern gehörenden Gebiet die Distriktsrabbinate geschaffen.

## Amtsbereich
Im Jahr 1714 gehörten zum Landrabbinat Ansbach 49 Orte mit ungefähr 500 jüdischen Familien. Die Orte mit den meisten jüdischen Familien waren Schwabach (30) und Wittelshofen (30), nur jeweils eine jüdische Familie lebte in Gnodstadt und Segnitz. Die territoriale Zersplitterung der Orte mit jüdischen Bewohnern in der Markgrafschaft Ansbach machte die Anstellung von Unterrabbinern notwendig. Im 18. Jahrhundert unterstanden dem Landrabbiner sechs Unterrabbiner, die wiederum von Beisitzern unterstützt wurden.

## Kompetenzen des Landrabbiners
Nach einer Verordnung aus dem Jahr 1707 war der Landrabbiner zuständig für:
- Durchführung des Gottesdienstes
- Trauungen und Scheidungen
- Inventuren und Teilungen in Erbschaftsfällen
- Aufsetzung von Heirats- und Kindverträgen
- Rechtsprechung in Schuld- und Zivilklagen zwischen Juden. Zur Durchsetzung ihrer Urteile konnten die Landrabbiner Geld- und Bannstrafen verhängen. Die Obrigkeit sicherte ihre Unterstützung bei der Vollstreckung der verhängten Strafen zu.

## Landrabbiner
- Um 1622: Nathan von Eibelstadt
- Um 1659 bis 1676: Jakob Grunam mit Sitz in Gunzenhausen (gleichzeitig Ortsrabbiner in Schwabach)
- bis 1708: Bärmann Fränkel (gleichzeitig Rabbiner in Fürth)
- 1709 bis 1713: Hirsch Fränkel
- 1715 bis 1743: Mosche Katzenellenbogen
- 1743 bis 1749: Meyer Benedikt Gumpertz
- 1749 bis 1770: Joschua Heschel Lemberger (der Ururgroßvater von Karl Marx)
- 1770 bis 1780: Aaron Mose Zwi Schach
- 1780 bis 1792: Juda Löw Lemberger